# Antonio Bulgheroni
Antonio Bulgheroni (Varese, 25 giugno 1943) è un ex dirigente d'azienda, ex cestista e dirigente sportivo italiano.
Soprannominato "Toto" durante gli anni di attività sportiva, ha giocato in Serie A vestendo la maglia della Pallacanestro Varese e della Pallacanestro Milano 1958.
Come dirigente d’azienda ha ricoperto nel tempo vari incarichi, tra cui presidente ed ex amministratore delegato di Lindt & Sprüngli Italia, ha fatto parte dei CDA di UBI Banca, Autogrill, il Sole 24 Ore, LUISS Roma, LIUC Castellanza e Pallacanestro Varese. Nel 2000 è stato insignito dell’onorificenza di Cavaliere del lavoro. Dal 2012 al 2016, assieme a Luigi Attanasio e Catervo Cangiotti, è stato uno dei tre “saggi” di Confindustria, nominato direttamente dai passati presidenti dell'organizzazione imprenditoriale.
Dal 2023 ricopre il ruolo di Presidente della Pallacanestro Varese.

## Biografia

### Carriera sportiva

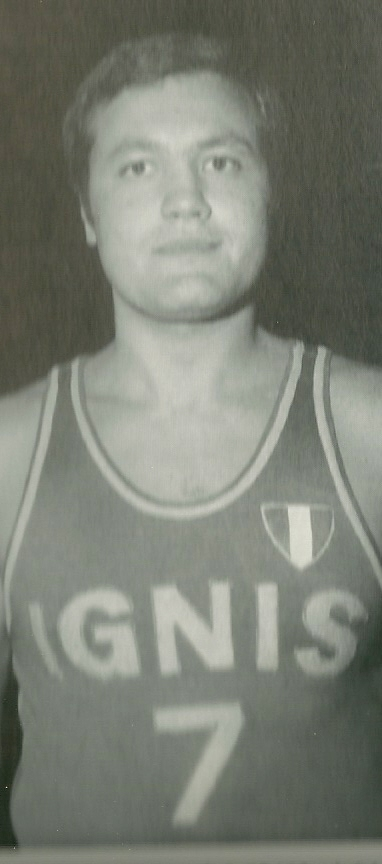
Bulgheroni con la maglia della Pallacanestro Varese

Figlio di Edoardo Bulgheroni, industriale dolciario della provincia di Varese, fece il suo esordio a 18 anni nella massima serie di pallacanestro con la maglia della Ignis. Nel 1965 venne acquistato in prestito dalla Pallacanestro Milano 1958 senza vincere alcun titolo; fece ritorno nella squadra di Varese 3 anni dopo, conquistando 2 Campionati italiani, 2 Coppe Italia, 1 Coppa dei campioni e 1 Coppa Intercontinentale.

### Carriera professionale
Nel 1971, finita la carriera sportiva terminò gli studi universitari laureandosi in giurisprudenza; entrò nell'azienda di famiglia, la Bulgheroni SpA, e nel 1978 ne diventò amministratore delegato. Ricopre il ruolo di presidente della Lindt & Sprüngli Italia; in precedenza ricoprì la stessa carica nella Caffarel e nell'Università Carlo Cattaneo, quest'ultima nel periodo compreso tra il 1993 ed il 2000. Assunse negli anni numerose cariche presso altre prestigiose aziende e associazioni. Dal 1991 al 1999 fu componente della giunta di Confindustria, divenendone poi, negli anni duemila, uno dei tre “saggi”.
Nel 1984 entrò come membro effettivo nel board della FIBA per le coppe Europee, delegato dal presidente della Federazione Italiana Pallacanestro, Enrico Vinci. Dal 2002 è membro nel direttivo della Robur et Fides Varese, mentre dal 1981 al 1992 fu presidente della Pallacanestro Varese, mantenendo però il ruolo di consigliere di amministrazione fino al 2000.
Nel 2009 ricevette il titolo di console onorario da parte del Governo svizzero, risultando così il primo cittadino italiano a ottenere tale nomina. Nel 2015 venne eletto dalla Federazione Italiana Pallacanestro membro della Italia Basket Hall of Fame, come benemerito dello sport. Il 19 maggio 2016 ritorna ad essere uno dei consiglieri di amministrazione della Pallacanestro Varese.

## Vita privata
Padre di tre figli: Edoardo, che è stato presidente della Pallacanestro Varese negli anni novanta, Gianantonio, che ha giocato nella squadra e nel ruolo a suo tempo ricoperto dal padre, e Anna Maria.

## Palmarès
- Coppa dei Campioni: 1

Pall. Varese: 1969-70
- Campionato italiano: 3

Pall. Varese: 1963-64, 1969-70, 1970-71
- Coppa Italia: 2

Pall. Varese: 1969-70, 1970-71
- Coppa Intercontinentale: 1

Pall. Varese: 1970

## Fonti
- "La Pallacanestro Varese" di R. Tadini
- "Pallacanestro Varese 50 anni con voi" di A. Ossola
- "Il Basket internazionale a Varese" di A. Ossola
- Unione Industriali Provincia di Varese, su univa.va.it.